# Anjaana Anjaani
Pour plus de détails, voir Fiche technique et Distribution.
Anjaana Anjaani (trad. : Étranger, étrangère) est un film de Bollywood dirigé par Siddharth Anand, avec dans les rôles principaux Ranbir Kapoor, Priyanka Chopra et Zayed Khan. L'acteur Harry Mearing y fait sa seconde apparition dans un film de Bollywood. Ce film est produit par Sajid Nadiadwala pour Nadiadwala Grandson Entertainment. La musique est composée par Vishal-Shekhar déjà auteur de la bande originale des 3 films précédents de Siddharth Anand. Le film s'inspire du film français La Fille sur le pont sorti en 1999.

## Synopsis
Kiara (Priyanka Chopra) habite à San Francisco, tandis qu'Akash (Ranbir Kapoor) vit à New York. Désespérés par une série d'échecs professionnels et sentimentaux, ils  décident de se suicider. Ils se rencontrent alors qu'ils sont sur le point de se jeter d'un pont mais les gardes côtes les en empêchent. Ils renouvellent leur tentative plusieurs fois, mais toujours sans succès. Voyant là un signe du destin, la jeune femme propose à Akash un voyage à Las Vegas pour profiter une dernière fois de la vie et réaliser leurs derniers souhaits. Au fil de leur traversée des États-Unis, ils apprennent à s'ouvrir aux autres, à se connaître et à s'aimer.

## Fiche technique
- Titre : Anjaana Anjaani
- Titre original : अन्जाना अन्जानी
- Réalisateur : Siddharth Anand
- Scénario : Siddharth Anand
- Musique (chansons) : Vishal Dadlani et Shekhar Ravjiani
- Paroliers : Neelesh Misra, Vishal Dadlani, Shekhar Ravjiani, Amitabh Bhattacharya, Anvita Dutt Guptan, Caralisa Monteiro, Kumaar, Irshad Kamil et Kausar Munir
- Musique d'accompagnement : Salim-Sulaiman
- Chorégraphie : Ahmed Khan
- Photographie : Ravi K. Chandran
- Montage : Rameshwar S Bhagat
- Production : Sajid Nadiadwala pour Nadiadwala Grandson Entertainment
- Langue : hindi
- Pays de production :  Inde
- Format : Couleurs
- Genre : Comédie dramatique et romance
- Durée : 152 min
- Date de sortie : 
  - Inde : 1er octobre 2010

## Distribution
- Ranbir Kapoor : Akash
- Priyanka Chopra : Kiara
- Zayed Khan : Kunal
- Anupam Kher
- Harry Mearing
- Kenneth Mearing
- Andrew Mearing